# Polet (motorfiets)
Polet is een Italiaans historisch merk van motorfietsen.
De bedrijfsnaam was: Motocicla Achille Poletti, Milano.
Achille Poletti begon in 1923 met de productie van motorfietsen, waarvoor hij zelf een 481cc-kop/zijklepmotor ontwikkeld had. Dat was eigenlijk vrij laat, want dit type motor was toen al in onbruik geraakt. In 1924 werd de productie weer beëindigd.